# SK Großlehna
Der Schachklub Großlehna e. V., kurz SK Großlehna, ist ein deutscher Schachverein aus dem sächsischen Ort Großlehna, der seit 2006 nach Markranstädt eingemeindet ist und zehn Kilometer westlich von Leipzig im Landkreis Leipzig liegt. Die Frauenmannschaft spielte von der Saison 2003/04 bis zur Saison 2005/06 und erneut von der Saison 2007/08 bis zur Saison 2010/11 sowie von der Saison 2012/13 bis zur Saison 2015/16 in der deutschen Frauenbundesliga.
Als beste Ergebnisse erreichten die Frauen des Vereins 2008 die Vizemeisterschaft hinter dem Seriensieger OSC Baden-Baden sowie den dritten Platz zwei Jahre später. 2008 gewann der SK Großlehna außerdem die Deutsche Blitzmannschaftsmeisterschaft der Frauen, im Mai 2010 richtete der 1945 gegründete Verein dieses Turnier aus und wurde Vizemeister hinter dem SC Leipzig-Gohlis.
Der 1. Frauenmannschaft gehörten unter anderem Joanna Dworakowska, Kristýna Havlíková, Iulia-Ionela Ionică, Mara Jelica, Anastassija Karlowytsch, Eva Kulovaná, Christina Lehmann, Iweta Rajlich und Carmen Voicu-Jagodzinsky an.